# آنجلینا (نام)
آنجلینا نامی زنانه برگرفته از آنجلا که خود شکلی از نام یونانی آنجلوس (به یونانی: αγγελος) به معنی فرستاده یا پیام‌آور است.

## فهرست افراد
افراد سرشناسی که از این نام استفاده می‌کنند:
- آنجلینا جردن، خواننده نروژی
- آنجلینا جولی، هنرپیشه آمریکایی
- آنجلینا کاسترو، بازیگر پورنوگرافی آمریکایی
- آنجلینا کیسلا، ژیمناست اوکراینی
- آنجلینا گرانت، هنرپیشه آمریکایی
- آنجلینا گرون، بازیکن والیبال آلمانی
- آنجلینا نیکونوا، کارگردان روس
- آنجلینا والنتاین، بازیگر پورنوگرافی آمریکایی